# الرتاعي

تعديل مصدري - تعديل

الرتاعي هي إحدى قرى عزلة  الوضيع بمديرية الوضيع التابعة لمحافظة أبين، بلغ تعداد سكانها 330 نسمة حسب تعداد اليمن لعام 2004.